# Assedio di Tersatto
L'assedio di Tersatto (in croato Opsada Trsata) fu un assedio per il possesso della città di Tersatto (in latino Tarsatica, in croato Trsata) in Liburnia, vicino al confine tra croati e franchi. La battaglia fu combattuta nell'autunno del 799 tra le forze guidate dal duca croato Višeslav di Croazia e l'esercito dell'Impero carolingio guidato dal margravio del Friuli Enrico. La battaglia fu una decisiva vittoria croata e il comandante franco rimase ucciso nei combattimenti.
L'invasione franca della Croazia, la distruzione di Tarsatica, l'incoronazione di Carlo Magno come imperatore del Sacro Romano Impero e le trattative tra l'802 e l'815 tra Franchi e Bizantini portarono a una situazione di stallo. Di conseguenza, la Croazia dalmatica accettò pacificamente di diventare triburaria dei franchi.

## Preludio

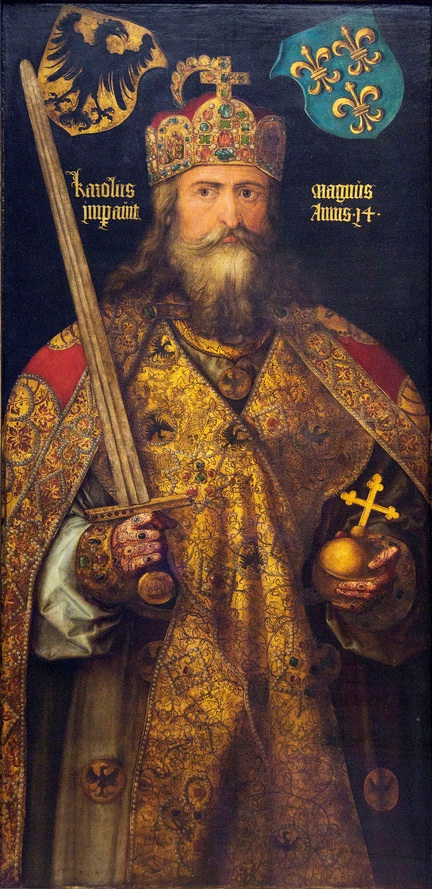
Carlo Magno, opera di Albrecht Dürer.

Carlo Magno, re dei Franchi dal 768 fino alla sua morte nell'814, espanse il Regno franco fino a incorporare gran parte dell'Europa occidentale e centrale. Egli portò i franchi a confrontarsi con gli slavi e gli Avari e gli slavi. In particolare, i croati occupavano la zona a sud-est dell'Impero franco, ovvero la bassa Pannonia e l'entroterra della Dalmazia. All'epoca la Croazia Dalmatica era governata dal duca Višeslav, uno dei primi duchi croati conosciuti.
Mentre combattevano gli Avari, i Franchi chiesero il sostegno slavo-croato. Il principe croato Vojnomir di Croazia lanciò un contrattacco congiunto contro gli Avari con l'aiuto delle truppe franche sotto Carlo Magno nel 791. L'offensiva ebbe successo e gli Avari furono cacciati dalla Croazia. In cambio dell'aiuto di Carlo Magno, Vojnomir fu obbligato a riconoscere la sovranità franca e convertirsi al cristianesimo, mentre suo territorio assunse la denominazione di Ducato della Croazia Pannonica, comprendente la Slavonia e la Pannonia. Carlo Magno intraprese nuovamente una campagna contro gli Avari e anche questa volta ottenne l'aiuto del principe Vojnomir, ottenendo una grande vittoria nel 796. La conquista della penisola d'Istria da parte dei Franchi portò il regno di Carlo Magno adiacente alla Dalmazia.
La Dalmazia a quel tempo includeva contemporaneamente città romane sulla costa e un entroterra slavo-croato che era solo formalmente soggetto al dominio dell'Impero bizantino. Nel trattato del 798, i Franchi riconobbero i diritti bizantini sugli slavi, ma negli anni seguenti sia gli Župan, i duchi croati, che le comunità romane colsero l'opportunità di ottenere la piena indipendenza da entrambe le potenze imperiali.
Enrico, figlio maggiore di Geroldo di Vintzgau, era cognato di Carlo Magno da parte di Ildegarda, moglie del sovrano e sorella di Enrico; un altro fratello era Geroldo, prefetto di Baviera e comandante franco di alto rango. Nel 789 Enrico fu nominato da Carlo Magno duca del Friuli (dux Foroiulensis) e governatore dell'Istria e delle aree limitrofe. Enrico voleva estendere il suo dominio conquistando i territori dei croati che abitavano l'entroterra della Dalmazia settentrionale. Nell'autunno del 799, Enrico marciò dall'Istria lungo il litorale della Liburnia verso la città di Tersatto, che oggi è un quartiere parte della città di Fiume. Nel frattempo il suo avversario, il duca Višeslav, radunò le sue forze e si spostò a nord dalla sua sede di Nona.

## Assedio
Quando arrivò all'insediamento, Enrico l'assediò e l'attaccò, ma fu respinto. Guidati dal duca Višeslav, gli abitanti di Tersatto scagliarono lance, frecce ed enormi pietre contro il nemico, riuscendo a uccidere molti assalitori. Le forze di Enrico abbandonarono le loro posizioni e caddero in un'imboscata tesa dalle forze di Višeslav. Enrico fu ucciso e, assieme alla sconfitta delle truppe franche, si rivelò un duro colpo per l'impero carolingio. Il patriarca d'Aquileia san Paolino II maledisse la terra in cui l'eroe fu ucciso e scrisse il Carmen de regula fidei, un'elegia per la sua morte.
Secondo lo studioso franco coevo Eginardo, Enrico fu ucciso a Tersatto (Tarsatch), una città sulla costa della Liburnia a causa del tradimento dei suoi abitanti. Essendoci poche fonti, non è sicuro chi abbia ucciso il duca Enrico: la maggior parte degli storici indicano le truppe croate, mentre alcuni indicano i Bizantini. Eginardo annota anche la morte di Geroldo, prefetto di Baviera, e fratello di Enrico, un altro comandante franco che fu ucciso in Pannonia nello stesso anno. Lo storico croato Nenad Labus parla della morte di Enrico come un tentativo riuscito di assassinio da parte degli Avari e degli Slavi. Lo storico Pierre Riché ritiene che i croati dalmati (Guduscani) abbiano ucciso Enrico in accordo con gli Avari.
Oltre agli Annales Regni Francorum, c'è un'altra fonte del 950 circa (dunque circa centocinquantanni dopo l'evento), il De administrando imperio, attribuita a Costantino VII Porfirogenito, che parla delle relazioni croato-franche. Costantino osserva che per diversi anni i croati della Dalmazia furono assoggettati dai Franchi, che li trattarono brutalmente. I croati si ribellarono e uccisero i loro principi. Per vendicarsi, un grande esercito franco invase la Croazia. Dopo sette anni di guerra, i croati riuscirono a sconfiggere i Franchi, uccidendo gran parte dell'esercito invasore insieme al suo comandante. Sebbene Costantino descriva una catena di eventi analoghi all'assedio di Tersatto, non menziona la suddetta città o l'anno esatto di questi eventi.

## Conseguenze

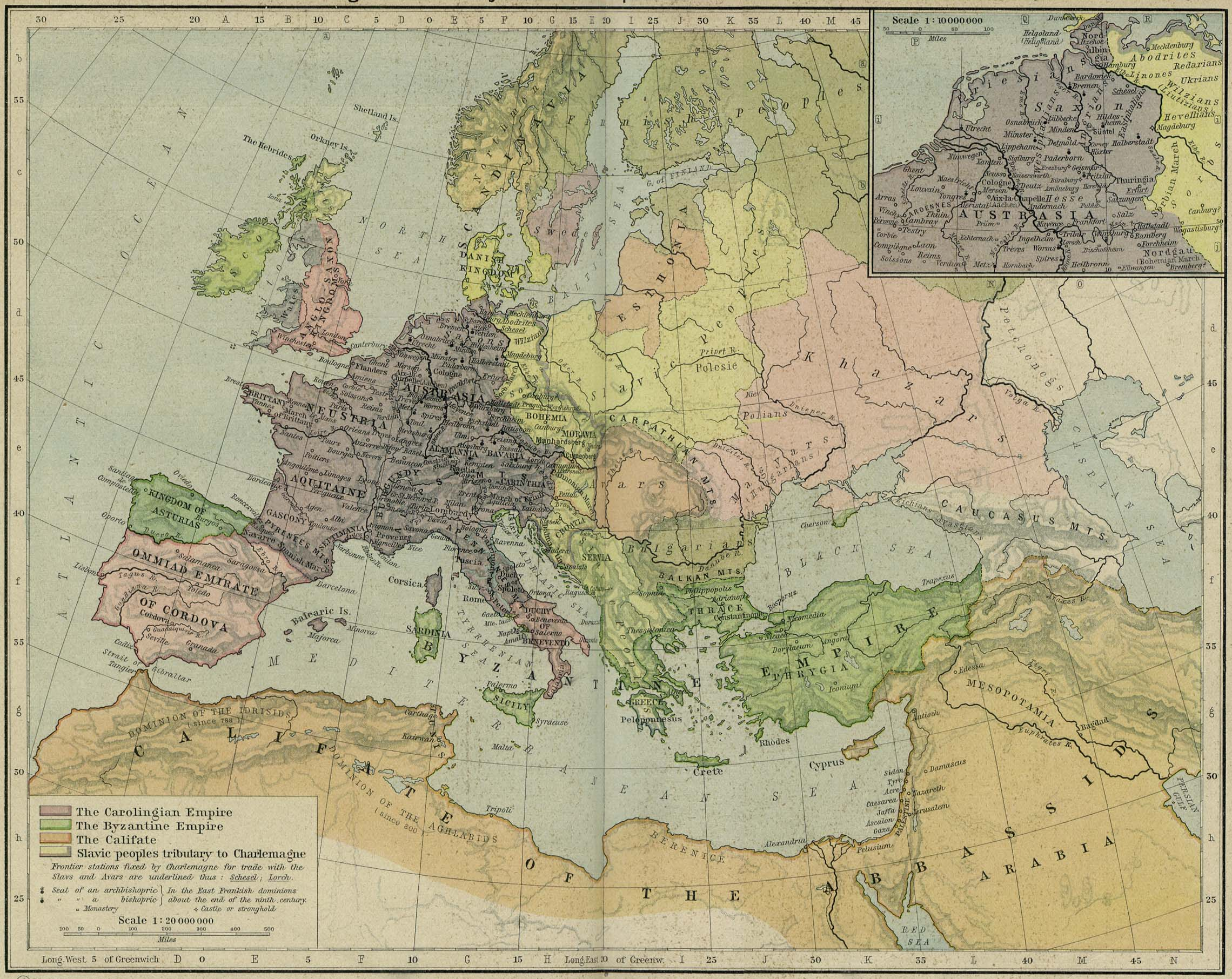
in questa mappa vi sono disegnati i confini dell'Impero bizantino e dell'impero carolingio nell'814, con la Croazia al centro.

Nell'800 il successore di Enrico, Cadalao del Friuli, invase la Croazia dalmatica per ordine di Carlo Magno, ma senza successo. Tuttavia Tersatto venne bruciata. Gli abitanti sopravvissuti di Tarsatica /Tarsetto si trasferirono su una collina più protetta, dove stabilirono un nuovo insediamento chiamato Tersetto. Višeslav continuò a governare sulla Croazia dalmatica e combatté contro i Franchi, evitando la sconfitta alla sua morte nel 802. Gli successe suo figlio Borna, che in seguito divenne un alleato franco.
Il giorno di Natale dell'800, papa Leone III incoronò Carlo Magno come Imperatore Romano (Imperatore del Sacro Romano Impero) nell'antica basilica di San Pietro in Vaticano. Questa fu una sfida diretta alla pretesa di Bisanzio di essere l'unico erede e continuatore dell'impero romano. Niceforo I e Carlo Magno stabilirono i loro confini nell'803. La Croazia dalmatica accettò pacificamente un dominio franco limitato. La pace di Aquisgrana dell'812 confermò il dominio franco sulla Dalmazia (ad eccezione delle città e delle isole bizantine).
Ljudevit Posavski, duca croato della Pannonia croata, condusse una resistenza al dominio franco. Ljudevit dovette anche combattere contro la Croazia dalmatica, poiché il loro principe Borna era un alleato franco. Dopo una resistenza senza successo da parte di Ljudevit e dei croati della Pannonia, i Franchi controllarono nuovamente l'Istria, la Dalmazia e la Pannonia. Tuttavia la Croazia dalmatica rimase un ducato semi-indipendente tra i due imperi, poiché avevano il diritto di eleggere il proprio principe.

### Fonti primarie
- Costantino VII Porfirogenito, De Administrando Imperio, a cura di Gyula Moravcsik, traduzione di R.J.H. Jenkins, ed. rivista, Washington DC, Dumbarton Oaks, 1967, ISBN 978-0-88402-021-9.
- Eginardo, Vita Karoli Magni, traduzione di Samuel Epes Turner, New York, Harper & Brothers, 1880.

### Fonti secondarie
- (EN) John Bagnell Bury, History of the Eastern Empire from the Fall of Irene to the Accession of Basil: A.D. 802-867, Dij. 802-867, Cosimo, Inc., 2008, ISBN 978-953-6531-31-8.
- (EN) Francis Dvornik, The Slavs: their early history and civilization, American Academy of Arts and Sciences, 1959.
- (EN) Danijel Dzino, Becoming Slav, Becoming Croat: Identity Transformations in Post-Roman and Early Medieval Dalmatia, Brill, 2010, ISBN 978-90-04-18646-0.
- (EN) John Van Antwerp Fine Jr., The early medieval Balkans: a critical survey from the sixth to the late twelfth century, University of Michigan Press, 1991, ISBN 978-04-72-08149-3.
- (EN) Stjepan Gaži, A history of Croatia, Philosophical Library, 1973.
- (HR) Vjekoslav Klaić, Povijest Hrvata: Knjiga Prva [Libro dei croati: tomo uno], Zagabria, Nakladni zavod Matice hrvatske, 1985, ISBN 978-86-401-0051-9.
- (HR) Nenad Labus, Tko je ubio vojvodu Erika [Chi ha ucciso il duca Enrico], in Radovi Zavoda za povijesne znanosti HAZU u Zadru, vol. 42, Accademia croata delle Scienze e delle Arti, 2000,  pp. 1-16, ISSN 1330-0474 (WC · ACNP).
- (EN) Pierre Riché, The Carolingians: a family who forged Europe, University of Pennsylvania Press, 1993, ISBN 978-0-8122-1342-3.
- (EN) Clifford J. Rogers, The journal of medieval military history, New York, Boydell Press, 2002, ISBN 978-0-85115-909-6.
- (EN) James Bruce Ross, Two Neglected Paladins of Charlemagne: Erich of Friuli and Gerold of Bavaria, in Speculum (rivista), vol. 20, n. 2, Medieval Academy of America, aprile 1945,  pp. 212-235, DOI:10.2307/2854596, ISSN 0038-7134 (WC · ACNP).
- (EN) Bernhard Walter Scholz, Carolingian chronicles: Royal Frankish annals and Nithard's Histories, University of Michigan Press, 1970, ISBN 978-0-472-06186-0.
- (EN) Denis Sinor, The Cambridge history of early Inner Asia, New York, Cambridge University Press, 1990, ISBN 0-521-24304-1.
- (HR) Petar Tomac, Vojna istorija [Storia militare], Belgrado, Vojnoizdavački zavod JNA, 1959, LCCN 60039538, OCLC 21319446.
- (HR) Igor Žic, Kratka povijest grada Rijeke [Breve storia della città di Fiume], Adamić, 2001, ISBN 978-953-6531-31-8.